# Piroaurite-2H
La piroaurite-2H è un politipo di piroaurite con composizione chimica Mg6Fe3+2(CO3)(OH)16 • 4(H2O) Precedentemente riconosciuta dall'Associazione Mineralogica Internazionale (IMA) come specie a sé stante col nome sjögrenite, ma non più accettata dal 2012 nell'ambito della definizione del supergruppo dell'idrotalcite.

## Etimologia e storia
Il minerale era stato inizialmente chiamato sjögrenite da Clifford Frondel nel 1940 in onore di Stens Anders Hjalmar Sjögren (1856-1922), professore di mineralogia dell'Università di Stoccolma (Svezia). In seguito alla nuova definizione del supergruppo dell'idrotalcite, ha preso il nome attuale in seguito alla sua relazione strutturale con la piroaurite.

## Classificazione
Nella nona edizione della sistematica dei minerali secondo Strunz, la piroaurite-2H era elencata nella classe "5. Carbonati (nitrati)" e da lì nella sottoclasse "5.D Carbonati con anioni aggiuntivi, con H2O" dove formava il sistema nº 5.DA.45 insieme a zaccagnaite, brugnatellite e clormagaluminite all'interno della suddivisione "5.DA Con cationi di media dimensione".
Nella classificazione dei minerali secondo Dana, usata principalmente nel mondo anglosassone, la piroaurite-2H compare col suo precedente nome, sjögrenite, dove è elencata nella famiglia dei "carbonati con idrossile o alogeno" e da lì nella sottofamiglia "gruppo dell'idrotalcite-sjögrenite (sottogruppo della sjögrenite: esagonale) con formula AmBn(XO3)pZq • H2O e con (m+n):p = 8:1" dove viene elencata insieme a manasseite, barbertonite e zaccagnaite.
Nella Sistematica dei lapis (Lapis-Systematik) di Stefan Weiß, la piroaurite-2H si trova nella famiglia dei "nitrati, carbonati e borati" e da lì nella sottofamiglia dei "carbonati idrati, con anioni estranei", dove forma il "gruppo della manasseite" con il sistema nº V/E.02 insieme a quintinite, caresite-3T, charmarite, zaccagnaite, idrotalcite-2H e barbertonite.

## Abito cristallino
La piroaurite-2H cristallizza nel sistema esagonale nel gruppo spaziale P63/mmc (gruppo nº 194) con i parametri reticolari a = 3,113(3) Å e c = 15,61(1) Å, oltre a 0,25 unità di formula per cella unitaria.

## Origine e giacitura
La piroaurite-2H è stata trovata in diversi ambienti, come le vene idrotermali a bassa temperatura in un giacimento di ferro–manganese metamorfizzato (nel distretto minerario di Långban, presso Filipstad, in Svezia), in vene in dunite serpentinizzata (nelle intrusioni ultramafiche di Zlatogorsk, Kazakistan) o in vene in un giacimento di zinco stratiforme metamorfizzato (a Sterling Hill, nella contea di Sussex in New Jersey, Stati Uniti).
L'associazione dipende dal sito di ritrovamento: si accompagna a piroaurite e calcite nel campioni di Långban; a pokrovskite e magnesite nelle intrusioni di Zlatogorsk; ancora a piroaurite, willemite, chlorophoenicite, barite, sfalerite nei campioni di Sterling Hill.
In Italia la piroaurite-2H è stata rinvenuta a Teulada (Sardegna); Ala (Trentino-Alto Adige); a Cogollo del Cengio, Laghi e Posina (Veneto).
In altre parti del mondo, ci sono stati ritrovamenti a Shinshiro (Giappone); a Wodzisław (Polonia); negli oblast' di Irkutsk e Murmansk (Russia); a Unst (Scozia); a Winklarn e Langelsheim (Germania); a Persenbeug-Gottsdorf (Austria); nella municipalità regionale della contea di Les Appalaches (Canada); nelle municipalità di Huon Valley, di Waratah-Wynyard e di West Coast (tutte in Tasmania, Australia).